# 크로마키

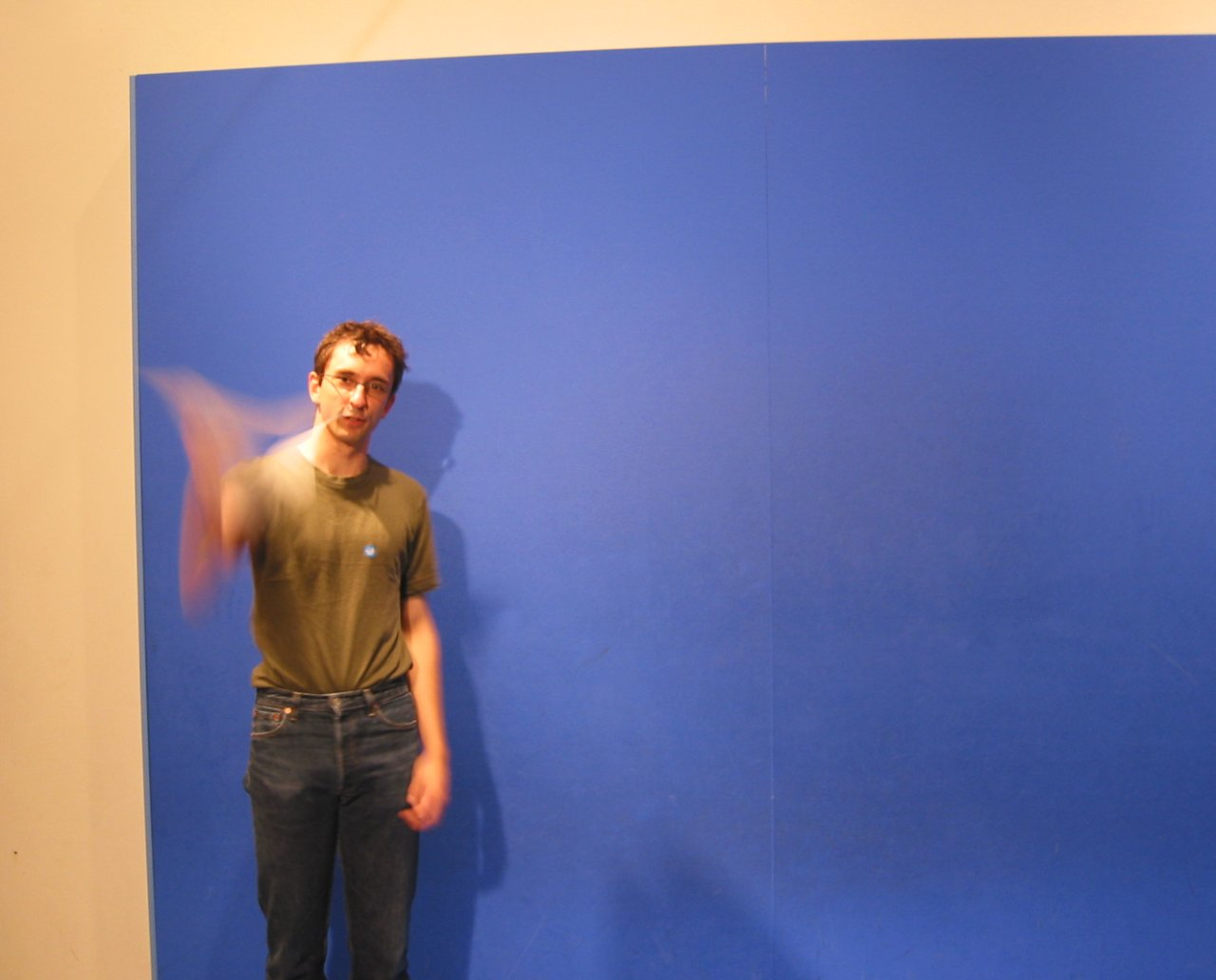
블루 스크린 배경의 예

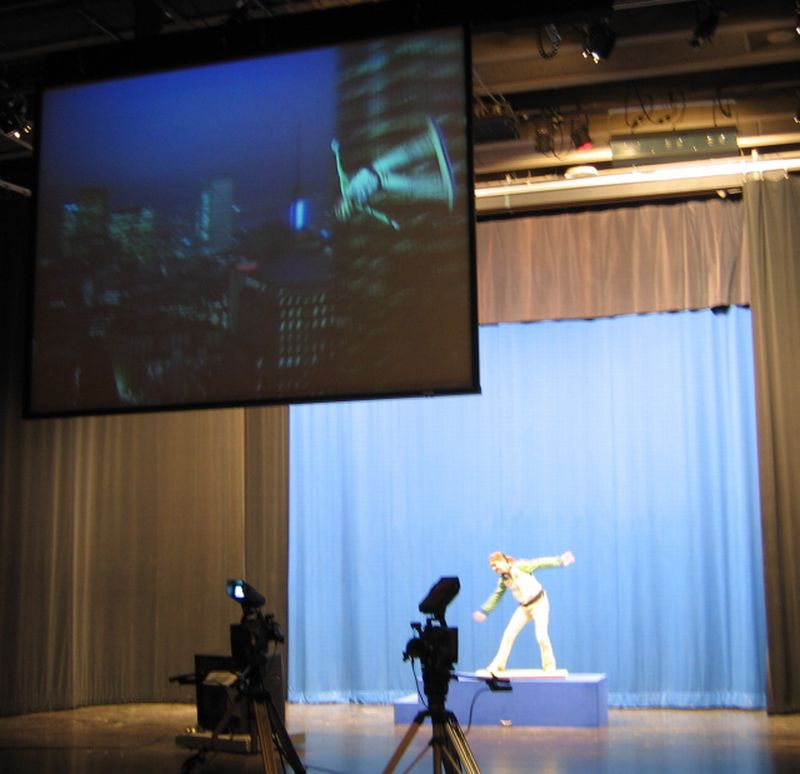

크로마키(영어: Chroma Key)는 두 개의 영상을 합성하는 기술이다. A와 B 이렇게 두 개의 영상이 있으면, B 영상으로부터 '좁은 범위의 색'을 제거하거나 투명하게 만들어서 뒤의 A 영상이 비치게 할 수 있다. 이 기술은 또한 컬러 키, 색 분리 오버레이, 그린스크린, 블루스크린이라고도 일컬을 수 있다. 보통 기상 예보 방송에서 쓰이는데, 예보자가 큰 지도 앞에서 서 있는 것처럼 보여 주지만 실제로는 파란색 배경이나 초록색 배경의 스튜디오 안에 있는 것이다.
실시간 영상이나 방송 송출을 위해서는 크로마 키잉을 사용할 수 있는 영상 믹서를 사용하며, 영화 제작 등에 쓰이는 후반 작업(포스트 프로덕션)과 같이 비선형 영상 편집을 위해서는 프리미어 프로와 같은 영상 편집 프로그램을 가지고 여러 개의 계층을 사용하여 크로마 키를 활용할 수 있다.
크로마키를 반드시 파란색과 초록색만 사용할 수 있는 것은 아니다. 영상 믹서 기기나 영상 편집 소프트웨어를 사용하여 직접 색을 고를 수도 있고, “스로틀 기능”을 이용하여 겹치는 부분의 모서리를 부드럽게 표현할 수 있다. 대한민국에서는 보통 파란색을 사용하는데, 이때 파란색이 아닌 다른 옷을 입은 채 동작을 취할 수 있다. 그러면 파란색이 투명해지면서 배경과 합성이 될 것이다. 그러나 서양에서는 초록색을 자주 사용한다. 그 이유는 서양 사람들의 눈이 파란색인 경우도 있기 때문에 블루스크린을 사용하면 파란색의 눈이 투명하게 바뀌는 결과를 낳을 수 있기 때문이다.
보통 이러한 크로마 키의 기능은 움직이는 영상이나 영화에서 직접 현실로 옮기지 못할 때에도 많이 쓰인다. 이를테면, 영화에서 나오는 하늘을 나는 “슈퍼맨”도 이 방식을 이용한 것이다.

## 역사

### 전신
이동 매트와 광학 인쇄가 도입되기 전에는 이중 노출을 사용하여 초기 노출에는 존재하지 않았던 요소를 장면에 도입했다. 이는 오늘날 녹색 스크린이 사용되는 곳에 검정색 드레이핑을 사용하여 수행되었다. 조지 앨버트 스미스(George Albert Smith)는 1898년에 처음으로 이 접근 방식을 사용했다. 1903년 에드윈 S. 포터(Edwin S. Porter)의 대열차강도 (1903년 영화)는 이중 노출을 사용하여 세트장에서 촬영할 때 검은색이었던 창문에 배경 장면을 추가하고 가비지 매트를 사용하여 창 영역만 노출했다.
한 노출의 인물이 실제로 다른 노출의 대체 배경 앞으로 이동하도록 하려면 이동 매트가 필요하여 각 프레임에서 배경의 올바른 부분을 가리게 되었다. 1918년 프랭크 윌리엄스(Frank Williams)는 다시 검정색 배경을 사용하는 이동 매트 기술에 대한 특허를 받았다. 이것은 투명인간 (1933년 영화)과 같은 많은 영화에서 사용되었다.: 4
1920년대에 월트 디즈니는 앨리스 코미디에 만화 캐릭터와 배경을 가진 인간 배우를 포함시키기 위해 흰색 배경을 사용했다.

### 블루스크린에서 그린스크린으로
블루 스크린 방식은 1930년대 RKO 라디오 픽처스에서 개발되었다. RKO에서 린우드 던(Linwood Dunn)은 이동용 매트의 초기 버전을 사용하여 "물티슈"를 만들었다. 여기에는 플라잉 다운 투 리오(1933)와 같은 영화에서 앞 유리 와이퍼와 같은 전환이 있었다. 래리 버틀러(Larry Butler)의 작품으로, 지니가 병에서 탈출하는 장면은 그해 최우수 특수 효과 부문 아카데미상을 수상한 바그다드의 도둑 (1940년 영화)(1940)의 이동 매트를 만들기 위해 적절한 블루스크린 프로세스를 처음으로 사용한 장면이다. 1950년에 워너 브라더스 직원이자 전 코닥 연구원인 아서 위드머(Arthur Widmer)는 자외선 이동 매트 프로세스에 대한 작업을 시작했다. 그는 또한 블루스크린 기술을 개발하기 시작했다. 이 기술을 사용한 최초의 영화 중 하나는 1958년 스펜서 트레이시 주연의 어니스트 헤밍웨이 중편 소설 노인과 바다였다.
크로마키(Chroma-Key)라는 이름은 RCA의 앨버트 N. 골드스미스(Albert N. Goldsmith)에게 부여된 특허를 통합하여 NBC TV 방송에서 사용되는 프로세스에 대한 RCA의 상표명이었다. 아주 초기의 방송 용도는 1957년 가을 NBC의 조지 고벨 쇼(George Gobel Show)였다.
페트로 블라호스(Petro Vlahos)는 1964년에 이러한 기술을 개선한 공로로 아카데미 상을 받았다. 그의 기술은 실제 장면에 있는 대부분의 물체가 파란색 구성 요소가 녹색 구성 요소와 강도가 비슷한 색상을 갖는다는 사실을 활용한다. 즈비그뉴 립친스키(Zbigniew Rybczyński)도 블루스크린 기술에 기여했다. 필름 카메라와 "빔 스플리터"라는 두 개의 프로젝터가 장착된 광학 프린터를 사용하여 블루 스크린 앞에 있는 배우와 배경 영상을 한 번에 한 프레임씩 결합했다. 1970년대 초, 미국과 영국의 텔레비전 네트워크는 뉴스 방송에 파란색 대신 녹색 배경을 사용하기 시작했다. 1980년대에는 미니컴퓨터를 사용하여 광학 프린터를 제어했다. 영화 제국의 역습을 위해 리처드 에들런드는 프로세스를 상당히 가속화하고 비용을 절감하는 "쿼드 광학 프린터"를 만들었다. 그는 혁신으로 특별 아카데미 상을 받았다.
수십 년 동안 이동하는 무광택 사진은 "잠금" 상태로 촬영해야 했기 때문에 무광택 피사체나 배경이 카메라 관점을 전혀 바꿀 수 없었다. 나중에 컴퓨터 타이밍의 모션 제어 카메라가 이 문제를 완화했다. 전경과 배경이 모두 동일한 카메라 움직임으로 촬영될 수 있기 때문이다.
텔레비전의 기상학자들은 종종 화면 옆에 있는 현장 모니터를 사용하여 배경 이미지에 손을 대고 있는 위치를 확인한다. 새로운 기술은 희미한 이미지를 화면에 투사하는 것이다.
일부 영화에서는 컴퓨터 생성 이미지(CGI)를 사용하여 완전히 구성된 배경을 추가하기 위해 크로마 키를 많이 사용한다. 서로 다른 테이크의 연기를 함께 합성할 수 있으므로 배우를 별도로 촬영한 다음 동일한 장면에 함께 배치할 수 있다. 크로마 키를 사용하면 연주자가 스튜디오를 떠나지 않고도 어떤 위치에 있는 것처럼 보일 수 있다.
컴퓨터 기술의 발전으로 인해 휴대용 카메라를 사용하는 경우에도 모션을 합성 샷에 통합하는 것이 단순화되었다. 칠해진 격자, 테이프로 표시된 X 표시 또는 벽에 부착된 동일한 간격의 테니스 공과 같은 참조점을 색상이 지정된 배경 위에 배치하여 마커 역할을 할 수 있다. 후반 작업에서 컴퓨터는 이러한 마커를 사용하여 카메라의 위치를 계산하여 전경의 관점과 움직임과 완벽하게 일치하는 이미지를 렌더링할 수 있다. 소프트웨어와 연산 능력의 현대적 발전으로 인해 마커를 정확하게 배치할 필요가 없어졌다. 소프트웨어는 공간에서의 마커 위치를 파악한다. 이것의 잠재적인 단점은 카메라 움직임이 필요하다는 점이며, 이는 카메라가 항상 움직이는 현대 영화 기술에 기여할 수 있다는 것이다.

## 의상
크로마키의 주제가 되는 사람은 크로마키 색상과 비슷한 색상의 옷을 입는 것을 피해야 한다(예를 들어 주제가 되는 사람이 몸이 없는 것처럼 보이도록 의도적으로 녹색 상의를 입는 경우는 제외). 이를 의도적으로 사용하는 예는 배우가 최종 장면에서 신체 일부가 보이지 않게 하기 위해 파란색 덮개를 착용하는 경우이다. 이 기술을 사용하면 해리포터 영화에서 투명 망토 효과를 생성하는 데 사용된 것과 유사한 효과를 얻을 수 있다. 배우는 크로마키 배경을 배경으로 촬영하고 왜곡 효과를 사용하여 배경 샷에 삽입하여 약간만 감지할 수 있는 망토를 만들 수도 있다.
슈퍼맨의 전통적인 파란색 의상과 같이 효과 장면의 의상이 파란색이어야 하는 경우 블루 스크린으로 인해 문제가 발생한다. 2002년 영화 스파이더맨에서 스파이더맨과 그린 고블린이 모두 공중에 있는 장면에서 스파이더맨은 녹색 스크린 앞에서 촬영되어야 했고 그린 고블린은 파란색 스크린 앞에서 촬영되어야 했다. 색상 차이는 스파이더맨이 빨간색과 파란색의 의상을 입는 반면, 그린 고블린은 전체가 녹색인 의상을 입기 때문이다. 둘 다 같은 화면 앞에서 촬영된 경우 한 캐릭터의 일부가 촬영에서 지워진다.
전경과 배경을 깔끔하게 구분하려면, 곱슬머리와 같은 세세한 디테일이 제대로 해결되지 않을 수 있으므로 전경 촬영의 옷과 머리카락이 상당히 단순한 실루엣을 갖는 것도 중요하다. 마찬가지로 의상의 부분적으로 투명한 요소도 문제를 일으킨다.

## 같이 보기
- 키잉
- 광학 프린터
- 비디오
- 신호 처리
- 컴포지트 비디오
- 영화 제작